# 三氧化氡
三氧化氡，又称氧化氡(VI)，化学式RnO
3，是氡的氧化物，属于无机化合物。
在1970年代，人们尝试反应氡-226 和强氧化性酸，像是 HNO
3 和  HClO
4 ，用 XeO
3 为载体来尝试合成三氧化氡，结果失败了。
真正的RnO
3 首次于1981 年，由  W.W. Awrorina 带领的一群科学家宣布。根据这些研究者，由氡和氟气在五氟化溴溶液反应而成，其中的催化剂为氟化钠或氟化镍。使用放射化学的跟踪法发现，反应生成了四氟化氡或是六氟化氡。用三氧化氙水溶液进行水解后，形成了可离心的污泥，很可能含有 RnO
3。Stein对这些结果争论不休，他试图重复这个实验，但没有得到沉淀物。他认为这个反应得到的是[RnF]+
2[NiF
6]2−
配合物。
Awrorin的小组从产生的溶液中进行了RnO
3与CsXeO
3F的共沉淀试验。这是由以上提到的产物的水解反应，在NaF存在下，与氟在BrF
5中的反应而成。俄罗斯科学家宣布这些测试的结果是 RnO
3与CsXeO
3F是同构的，并在上述1981年的实验中，由他们获得了三氧化氡已被确认。 在进一步的研究过程中，他们发现在高浓度F-离子的情况下，三氧化氡不会沉淀，并指出这可能是Stein实验失败的原因。
在另一系列研究中，涉及从水解液中共沉淀并通过超速离心和动力学测量分离这些溶液中化合物，进一步获得的证据表明沉淀的化合物确实是RnO
3。后续研究的结果表明，在 pH> 5的水解产物溶液中电迁移，将会存在三氧化氡衍生物-阳离子HRnO+
3和阴离子HRnO−
4。
但是仍有许多人认为这种沉淀物可能只是简单的氡包合物，而对其的分析鉴定也不充分。